# Rohrdorf (Landkreis Calw)
Rohrdorf ist eine Gemeinde im Landkreis Calw. Sie gehört zur Region Nordschwarzwald. Zu Rohrdorf gehören außer dem gleichnamigen Dorf keine weiteren Ortschaften.

## Geographie
Rohrdorf liegt im Heckengäu, an der Grenze zum Nordschwarzwald, im Tal der Nagold. Es liegt auf 418 m ü. NHN.

### Schutzgebiete
Nordwestlich des Ortes liegt das Naturschutzgebiet Staufen. Es ist Bestandteil des FFH-Gebiets Nagolder Heckengäu, zu welchem ein großer Teil der Rohrdorfer Gemarkung gehört. Im Nordosten hat Rohrdorf zudem Anteil am Landschaftsschutzgebiet Nagoldtal.

## Geschichte

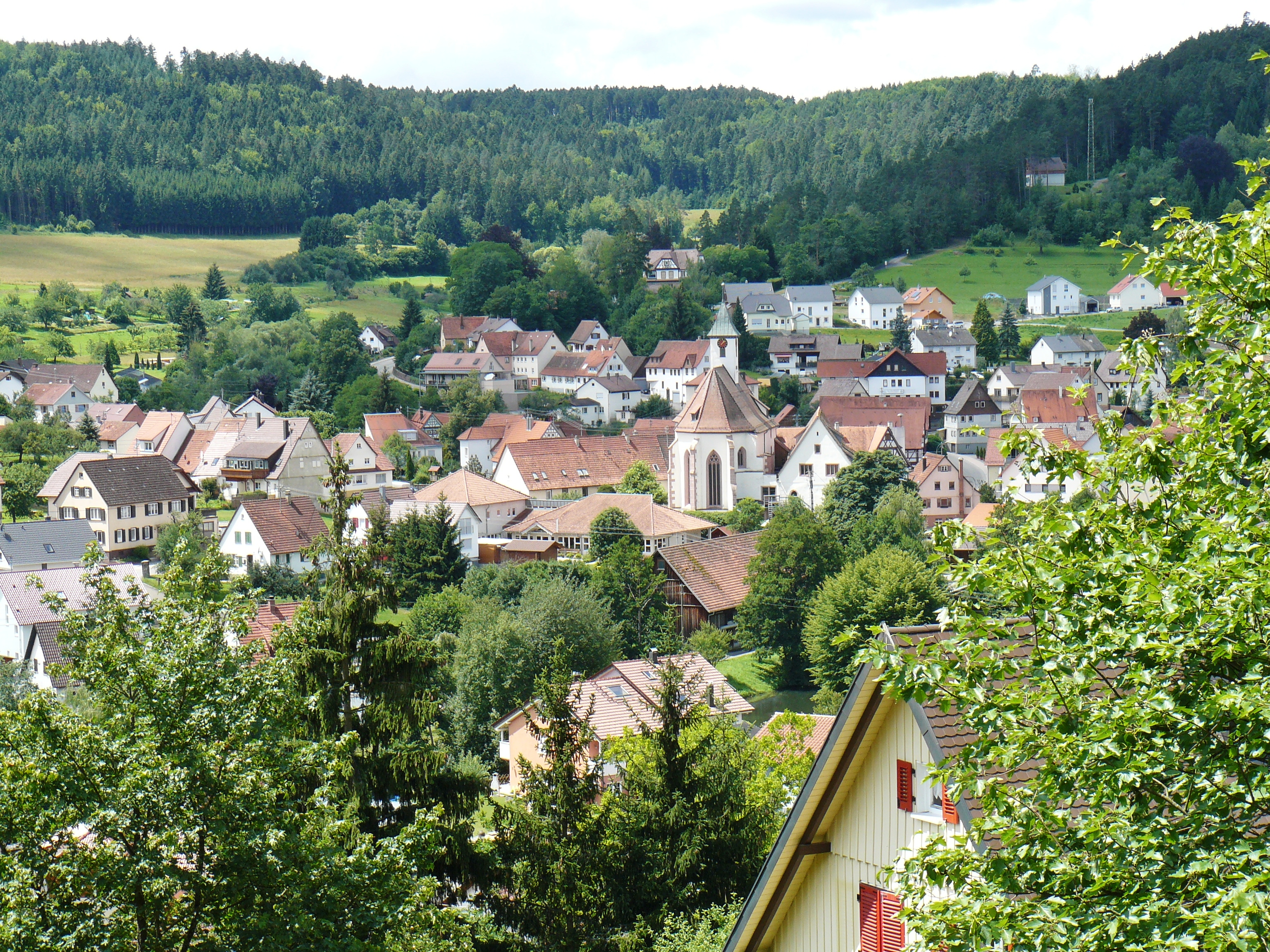
Blick auf die Ortsmitte

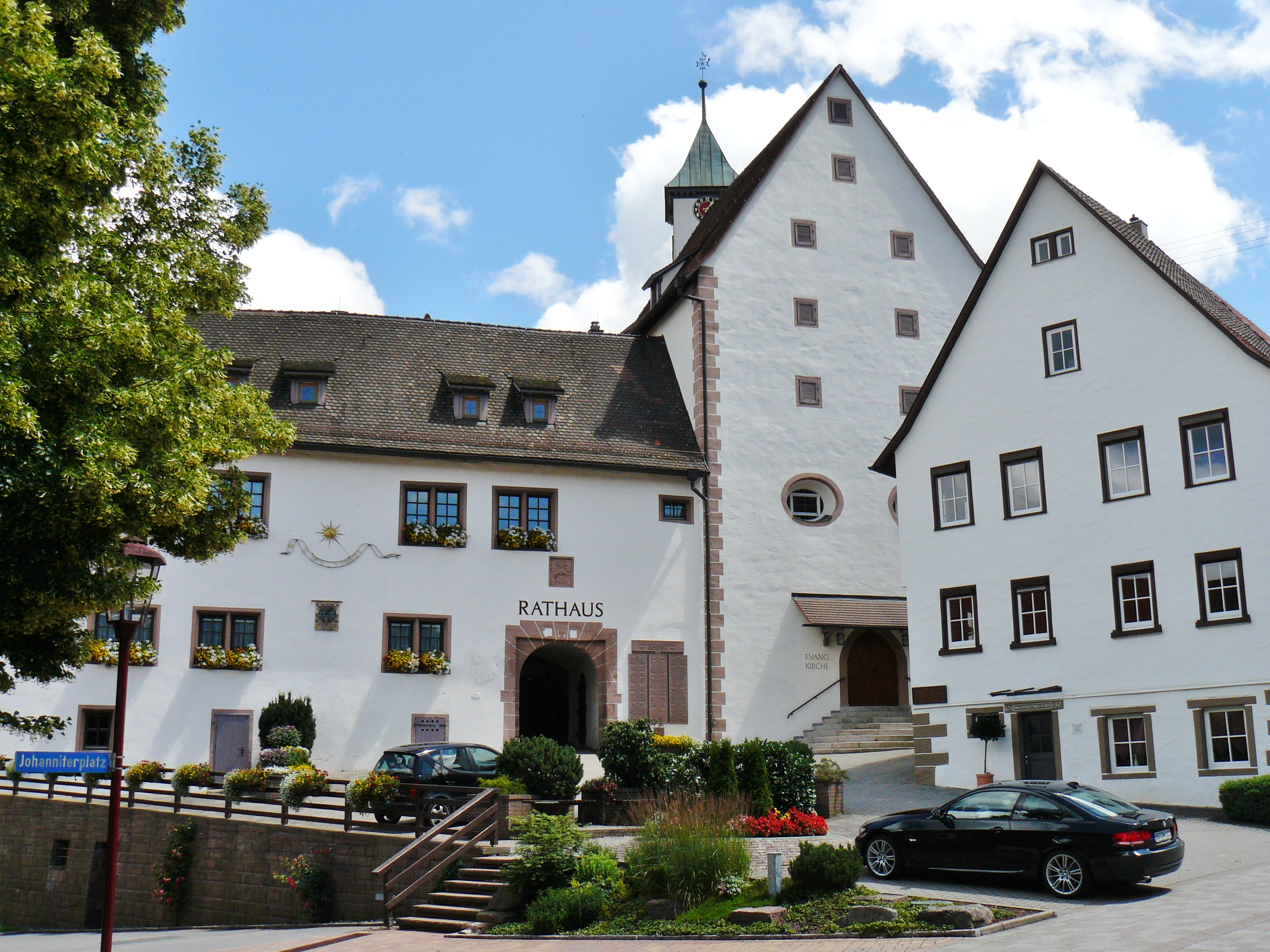
Rathaus und evangelische Kirche in Rohrdorf

Rohrdorf wurde erstmals 1285 urkundlich erwähnt. Der Ort unterstand zu dieser Zeit den Vögten von Wöllhausen, die dem niederen Adel angehörten und Vasallen des Grafen Burkhard von Hohenberg waren. Aus einer Schenkung der Vögte von Wöllhausen an das Kloster Reuthin ist bekannt, dass der Ort aus fünf Hofgütern, einer Mühle und der Burg bestand. 1297 erwarb der Johanniterorden einige Güterstücke in Rohrdorf und fasste Fuß im Ort. Die Verwaltung dieser Güter erfolgte offenbar zunächst durch die Kommende Rexingen. Gottfried von Klingenfels war auch Komtur in Rexingen. 1309 schenkte Albrecht von Wöllhausen dem Johanniterorden den Ort samt Burg und Mühle. Rohrdorf bildete eine eigene Kommende. Über Jahrhunderte prägte nunmehr die Ordensritter den Ort. Die niedere Gerichtsbarkeit kam in der Folge der Schenkung von den Vögten von Wöllhausen an den Johanniterorden. Die seit 1363 zwischen Württemberg und Kurpfalz strittige Schirmherrschaft kam 1440 mit der Übernahme von Wildberg gänzlich an die Grafen von Württemberg, die nun die hohe Obrigkeit ausübten. Im 14. Jahrhundert erweiterte die Kommende erheblich ihren Herrschaftsbereich durch den Erwerb von Gefällen, Einkünften und Kirchenpatronaten in Ebhausen, Wart, Pfrondorf, Hochdorf, Gündringen, Beilstein, Unterjettingen und Oferdingen. In Ilsfeld unterhielt die Rohrdorfer Kommende ein Filialhaus. Durch einen Visitationsbericht des deutschen Großpriorats von 1494/95 ist bekannt, dass in der Kommende neben den drei Ordenskaplänen ein Kämmerer, ein Koch, ein Fuhrmann und ein Knecht beschäftigt waren. Das Herzogtum Württemberg führte 1556 zusammen mit Walddorf unter Duldung des Komturs Haug von Münchingen die Reformation in Rohrdorf ein. Da der Johanniterorden in vielen Ortschaften das Patronatsrecht hatte, mussten sich die evangelischen Pfarrer dem heftigen Widerstand des Rohrdorfer Komturs erwehren. 1568 brachte der Herzog von Württemberg schließlich das Patronatsrecht in Ebhausen und anderen Orten an sich und setzte die Reformation endgültig durch. Die Kirche Sankt Johannes in Rohrdorf wurde fortan simultan genutzt, was zu vielen konfessionellen Streitereien führte. Noch bis in das 18. Jahrhundert war in Rohrdorf die Bevölkerung ausschließlich evangelisch, die katholischen Gottesdienste wurden an den Sonn- und Feiertagen von Katholiken aus den Nachbargemeinden besucht. Die Komture verlegten um 1600 ihren Amtssitz in das katholische Dätzingen. Rohrdorf blieb Liegenschaftsdomäne. 1726 schlichtete der bedeutende württembergische Staatsrechtler Johann Jacob Moser vor Ort und im Auftrag von Herzog Eberhard Ludwig von Württemberg einen Streit über die Nutzungszeiten der Simultankirche.
Rohrdorf war ab der Reformation eine Filiale von Ebhausen. Erst 1854 wurde eine ständige Evangelische Pfarrverweserei errichtet.
1738 schloss der Johanniterorden mit dem Herzogtum Württemberg einen Vergleich. In diesem Vergleich tauschte Württemberg mit dem Johanniterorden Rechte in Rohrdorf für dessen Rechte in Walddorf.
Bis 1806 gehörte die Kommende zum Großpriorat Deutschland des Malteserordens (wie sich der Johanniterorden nach 1524 nannte) mit Sitz in Heitersheim (im Breisgau).
Auf Grund des Tagesbefehles von Napoleon am 19. Dezember 1805 kamen die schwäbischen Johanniterkommenden durch die Säkularisation an Württemberg. Faktisch geschah dies in Rohrdorf aber erst 1809 vollständig. Das Schloss und die Liegenschaften, sowie das Inventar des Ordens wurde verkauft oder versteigert. nur die Waldungen wurden Staatseigentum. Bei der Umsetzung der neuen Verwaltungsgliederung im Königreich Württemberg wurde Rohrdorf dem Oberamt Nagold zugeordnet.
In der Oberamtsbeschreibung für das Amt Nagold aus dem Jahr 1862 werden mehrere Textilfabriken aufgezählt, deren Absatzmärkte sich auch im Ausland befanden. Insgesamt waren in der Produktion 145 Personen beschäftigt. Auch eine Zündholzfabrik beschäftigte bis zu 20 Kinder.
Während der NS-Zeit in Württemberg fanden zwei Kreisreformen statt. Zunächst gab es 1934 lediglich eine Umbenennung des Oberamts in Kreis Nagold, dem Rohrdorf von 1934 bis 1938 angehörte. Mit der größeren Kreisreform von 1938 kam Rohrdorf zum Landkreis Calw. Nach dem Zweiten Weltkrieg wurde der Ort Teil der Französischen Besatzungszone und des Landes Württemberg-Hohenzollern, welches 1952 im Bundesland Baden-Württemberg aufging.

## Politik

### Gemeinderat
Der Gemeinderat in Rohrdorf hat 10 Mitglieder. Er besteht aus den ehrenamtlichen Gemeinderäten und dem Bürgermeister als Vorsitzendem. Der Bürgermeister ist im Gemeinderat stimmberechtigt. Bei der Kommunalwahl am 9. Juni 2024 wurde der Gemeinderat, wie bei den vorhergehenden Kommunalwahlen, in einer Mehrheitswahl ohne Kandidatenliste gewählt. Die Wahlbeteiligung lag bei 56,32 %. Eine Mehrheitswahl findet statt, wenn kein oder nur ein Wahlvorschlag eingereicht wurde. Die Bewerber mit den höchsten Stimmenzahlen sind dann gewählt. 2019 war Rohrdorf eine von nur 15 Gemeinden in Baden-Württemberg, in denen eine Mehrheitswahl ohne Wahlvorschlag stattfand. 2024 schrieben die 811 Wähler 175 verschiedene Namen auf ihre Stimmzettel, wobei alle 10 seitherigen Gemeinderäte wiedergewählt wurden. Nach den Kommunalwahlen 2014, 2019 und 2024 entfielen jeweils acht der insgesamt zehn Sitze im Gemeinderat auf Männer und zwei auf Frauen.

### Bürgermeister
Am 2. Februar 2025 wurde Daniel Jendroska mit 79,9 Prozent der Stimmen zum Bürgermeister gewählt.
- 1867–1871: Markus Lutz
- 1871–1911: Johann Georg Killinger
- 1911–1918: Gottlob Killinger
- 1919–1943: Christoph Schmid
- 1945: Xaver Bareis
- 1945–1965: Christian Kübler
- 1965–1993: Günter Damm
- 1993–2025: Joachim Flik
- seit 2025: Daniel Jendroska

### Wappen
Im 19. Jahrhundert zeigte das Schultheißensiegel eine Ortsansicht mit Perlenkranz.
Das Wappen der Gemeinde in der heutigen Form wurde bereits seit 1913 geführt aber erst 1956 endgültig festgelegt. Der Schild ist horizontal gespalten, oben Rot, unten Silber und nimmt Bezug auf den hohenbergischen Schild, unter deren Herrschaft der Ort ursprünglich stand. Das Johanniterkreuz im roten Feld nimmt Bezug auf den Johanniterorden, der den Ort über Jahrhunderte prägte.

### Verwaltungsgemeinschaft
Rohrdorf gehört mit der Stadt Haiterbach und der Gemeinde Ebhausen zur Vereinbarten Verwaltungsgemeinschaft der Stadt Nagold.

## Religionen und Kirche
Seit der Reformation wird die ehemalige Johanneskirche simultan genutzt. 1586 wurde durch den Vertrag von Stuttgart erstmals die gemeinsame Nutzung der Kirche geregelt. Allerdings gab es trotzdem immer wieder Streit zwischen der evangelischen Gemeinde und dem römisch-katholischen Johanniterorden um die Nutzung der Kirche. Erst durch einen Anbau im Jahr 1741 und die folgende, räumliche Aufteilung der Kirche beendete die Streitigkeiten. Rohrdorf war seit der Reformation eine Filiale von Ebhausen. Ab 1854 eine Pfarrverweserei und ab 1891 eine eigene evangelische Pfarrei.
Zur katholischen Kirchengemeinde Rohrdorf gehören neben Rohrdorf die Ortschaften Ebhausen, Ebershardt, Rotfelden und Wenden. Regelmäßige Gottesdienste werden in der Rohrdorfer Kirche St. Johannes der Täufer und in der evangelischen Kirche in Ebhausen gefeiert.
Die evangelische Gemeinde gehört zum Kirchenbezirk Calw-Nagold in der Evangelischen Landeskirche in Württemberg. Die Katholiken gehören zur Seelsorgeeinheit Oberes Nagoldtal im Dekanat Calw. Ferner ist im Ort auch die Neuapostolische Kirche vertreten.

## Wirtschaft, Infrastruktur und Bevölkerungsentwicklung

### Gewerbe
Mit dem Gewerbegebieten „Kämmerle“ und „Breitwiesen/Uferstraße“ verfügt die Gemeinde über Gewerbeflächen, in denen kleinere Handwerksbetriebe und mittelständische Unternehmen angesiedelt sind.

### Verkehr

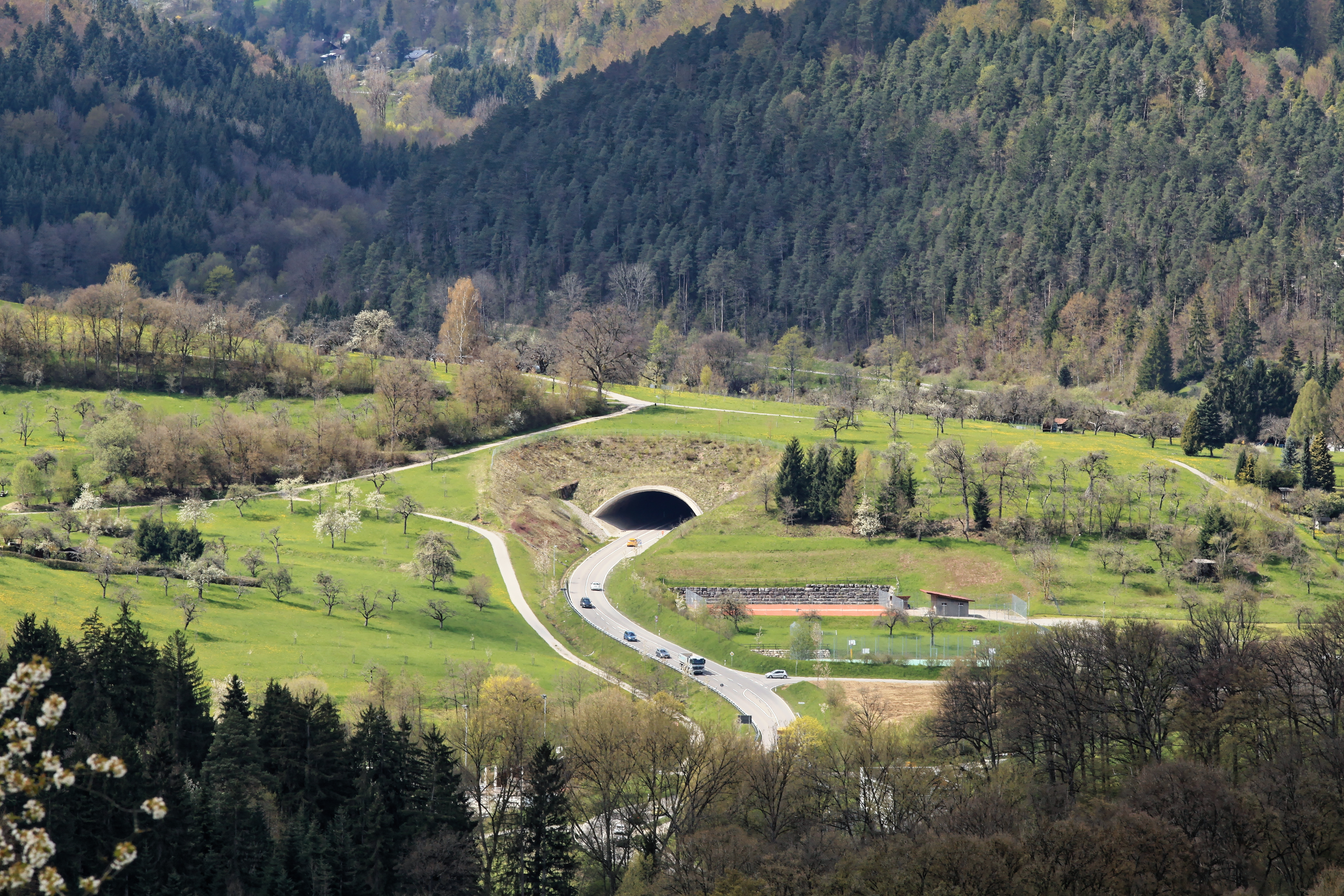
Malmentunnel

Die durch den Ort führende Landstraße L362 ist eine Hauptschlagader des Verkehrs im nördlichen Schwarzwald. Dadurch hat man eine gute Anbindung an die Bundesautobahn 81 in die Landeshauptstadt nach Stuttgart. Auch andere wichtige industrielle Standorte wie Böblingen oder Sindelfingen sind dadurch gut erreichbar. Durch den Bau des Malmentunnels, südlich des Ortes und durch die Fortführung der K4339 in die L362, wurde eine Ortsumgehung geschaffen.
Der ÖPNV erfolgt durch Buslinien der Verkehrsgesellschaft Bäderkreis Calw mbH (VGC). Der nächstgelegene Bahnhof befindet sich in Nagold, eine S-Bahn-Station in Herrenberg.

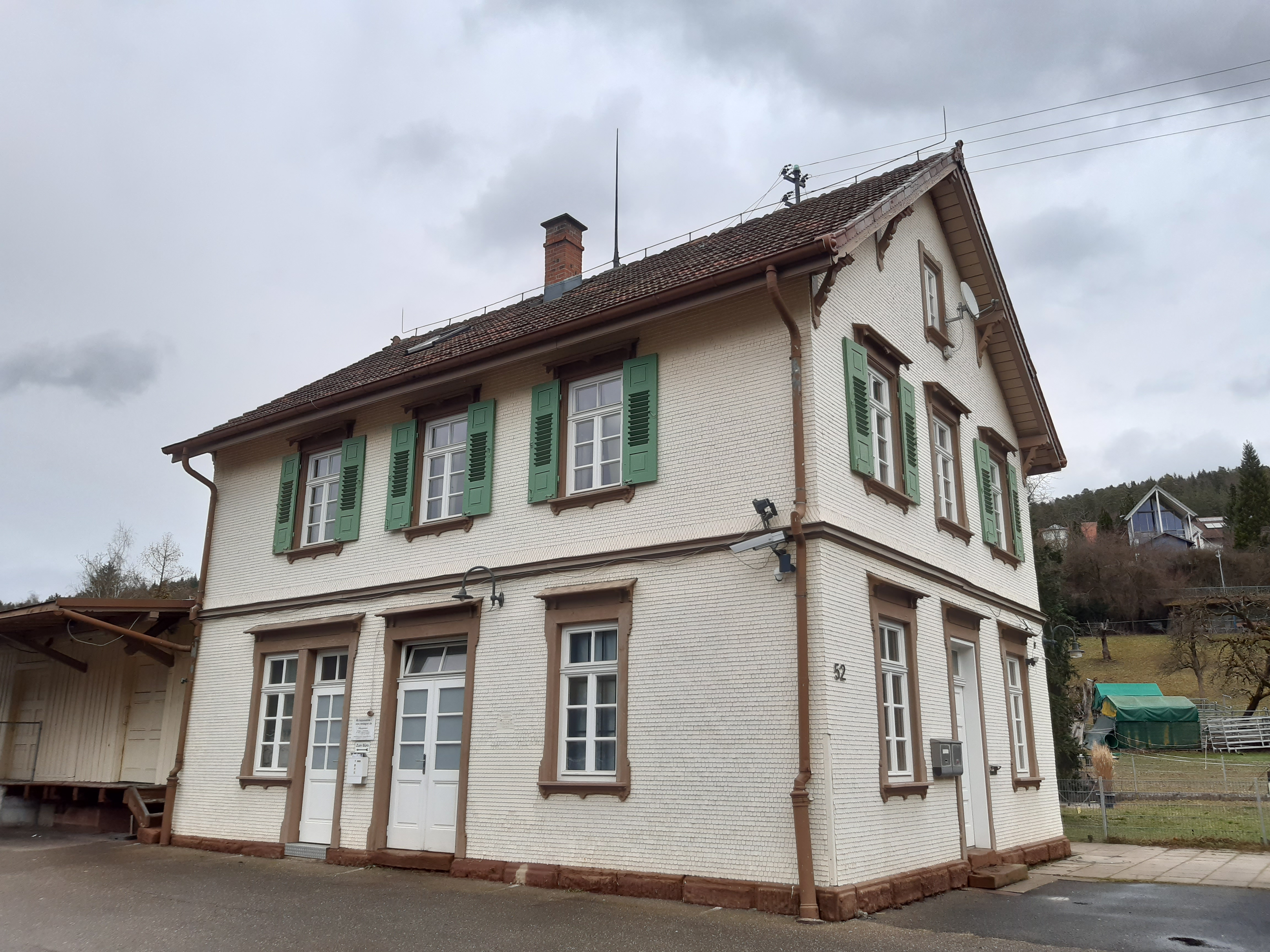
Alter Bahnhof des Altensteigerle in Rohrdorf

Durch eine Schmalspureisenbahn, das sogenannte Altensteigerle, welche von Nagold nach Altensteig führte, war Rohrdorf von 1891 bis 1967 an das Schienennetz angebunden. Die Schienenstrecke führte teils rechts der jetzigen L362, teils aber auch auf der Straßenfahrbahn selbst in Richtung Ebhausen. Die Königlich Württembergischen Staats-Eisenbahnen erbaute im Jahr 1891 in Rohrdorf ein zweigeschossiges, verschindeltes Bahnhofsgebäude mit Satteldach im „Schweizer Landhausstil“ zuzüglich eines nördlich angrenzenden Güterschuppen. Dieses Gebäude existiert noch heute und steht unter Denkmalschutz.

### Bildungseinrichtungen
Rohrdorf unterhält mit der Malmenschule seit 1967 eine einzügige, gut ausgestattete Grundschule mit Turnhalle.

### Kindergarten
Träger des Rohrdorfer Kindergarten ist die Evangelische Kirchengemeinde Rohrdorf. Der Kindergarten besteht aus einem viergruppigen Kindergarten, einer zweigruppigen Kleinkindgruppe und einer Schulkind- und Ferienbetreuung. Die Angebote beinhalten verlängerte Öffnungszeiten oder Ganztagesbetreuung.

### Bevölkerungsentwicklung
- 676 Einwohner nach der Oberamtsbeschreibung aus dem Jahr 1862.[9]
- 588 Einwohner nach der Volkszählung am 1. Dezember 1900
- 685 Einwohner nach der Volkszählung am 17. Mai 1939
- 1012 Einwohner nach der Volkszählung am 6. Juni 1961
- 1348 Einwohner nach der Volkszählung am 27. Mai 1970
- 1788 Einwohner nach der Volkszählung am 25. Mai 1987
- 1993 Einwohner nach den Daten des Statistisches Landesamt Baden-Württemberg vom 30. Juni 2024

### Förderung
Rohrdorf ist Modellgemeinde im Rahmen des Entwicklungsprogramms Ländlicher Raum in Baden-Württemberg, mit dem die Attraktivität kleiner Landgemeinden gesteigert werden soll.

## Kultur Brauchtum und Sehenswürdigkeiten

### Brauchtum
Überliefert ist ein Ritual der gegenseitigen Essensgaben zwischen dem Johanniterkomtur und den Bürgern von Rohrdorf.
Am Aschermittwoch wurden durch den Komtur den Männern und am darauffolgenden Weißen Sonntag den Frauen, Fastnachtsküchlein und Wein geschenkt. Als Gegengabe erhielt der Komtur zwei Hühner. Dieses Ritual wurde bis zur Auflösung des Ordens vollzogen.

### Backhaus
Nachweislich schon seit dem Jahr 1837, 4 Jahre nach dem Erwerb des Kaplaneigebäudes der Komturei durch die Gemeinde Rohrdorf, betrieb diese das heutige Backhaus und verpachtete es.
Dieses traditionelle Backhaus im Erdgeschoss der alten Kaplanei, dem heutigen Rathaus, kann durch die Bevölkerung genutzt werden. Das Backhaus beinhaltet einen Ofen mit traditioneller Holzfeuerung.

### Sehenswürdigkeiten
Neben dem Komtureiensemble, der Mühle und dem Bahnhofsgebäude befinden sich im Ort mehrere denkmalgeschützte Bauwerke.
- Die Alte Schule, Schulhaus mit Lehrerwohnung, erbaut nach Plänen von Oberamtsbaumeister Schleicher, 1907.
- Silberburg auch Sarleshaus genanntes Fachwerkgebäude. Erbaut um 1680 von der aus dem Salzburger Land stammenden Familie Spitzenberger.

### Events
folgende Events werden alljährlich durch die örtlichen Verein veranstaltet:
- Dorfsommer auf der Stelle (an der Nagold)
- Dorfweihnacht in der Ortsmitte
- Hosenbändel-Theater des TVS Rohrdorf

## Persönlichkeiten

### Literaten
- Theodor Klaiber (1870–1921), evangelischer Geistlicher und Literaturhistoriker

### Ehrenbürger
- Günter Damm (1939–2022), Bürgermeister der Gemeinde Rohrdorf von 1965 bis 1993
- Joachim Flik, Bürgermeister i. R. der Gemeinde Rohrdorf[12]